# اللورية
قرية اللورية وهي قرية تتبع مدينة راوة وتقع في محافظة الأنبار غرب العراق.